# Mimosa rhodocarpa
Mimosa rhodocarpa là một loài thực vật có hoa trong họ Đậu. Loài này được (Britton & Rose) R.Grether miêu tả khoa học đầu tiên.